# Хуан Гомес (футболіст)
Хуан Гомес Гонсалес (ісп. Juan Gómez González, 26 червня 1924, Гвадалахара — 9 травня 2009) — мексиканський футболіст, що грав на позиції захисника за клуб «Атлас», а також національну збірну Мексики.
Чемпіон Мексики. Дворазовий володар кубка Мексики. Триразовий володар Суперкубка Мексики.

## Клубна кар'єра
На аматорському рівні починав кар'єру в складі клубу «Депортіво Оссіденте».
У професійному футболі відомий виступами за команду «Атлас», кольори якої і захищав протягом майже усієї своєї кар'єри гравця. Був у складі команди, яка єдиний раз у своїй історії виграла чемпіонат Мексики.
Завершив професійну кар'єру футболіста в клубі «Тампіко».

## Виступи за збірну
1954 року дебютував в офіційних матчах у складі національної збірної Мексики. Протягом кар'єри у національній команді провів у її формі 1 матч.
У складі збірної був учасником чемпіонату світу 1954 року у Швейцарії, де зіграв з Бразилією (0-5).
Помер 9 травня 2009 року на 85-му році життя.

## Титули і досягнення
- Чемпіон Мексики (1):

«Атлас»: 1951
- Володар кубка Мексики (2):

«Атлас»: 1946, 1950
- Володар Суперкубка Мексики (3):

«Атлас»: 1946, 1950, 1951